# Radslavice, Přerov
Radslavice là một làng thuộc huyện Přerov, vùng Olomoucký, Cộng hòa Séc.